# Текслер, Алексей Леонидович
Алексей Леонидович Текслер (род. 19 января 1973, Челябинск) — российский государственный и политический деятель. Губернатор Челябинской области с 20 сентября 2019 (врио — с 19 марта по 20 сентября 2019) года. Секретарь Челябинского регионального отделения партии «Единая Россия» с 2 октября 2020 года. Директор хоккейной команды «Трактор».

## Биография
Алексей Текслер родился 19 января 1973 года в Челябинске в семье служащих, которая проживала в Металлургическом районе. Позже, когда ему было 16 лет, семья переехала в Норильск.
Отец — Леонид Азикович Текслер, до переезда в Норильск в 1989 году работал на Челябинском металлургическом комбинате, в апреле 1986 года — ликвидатор последствий аварии на Чернобыльской АЭС, награждён орденом Мужества; мать до переезда в Норильск работала в Челябинске на заводе «Ремстройдормаш» инженером.
С 1990 года работал на Норильском горно-металлургическом комбинате в должности техника экономического отдела комбината. В 1995 году окончил Норильский индустриальный институт по специальности «Экономика и управление в металлургии», квалификация «Инженер-экономист». Во второй половине 1997 года стал главой управления налогового планирования «Норникеля», сменив на этой должности Александра Новака. В 2001—2005 годах — главный бухгалтер Заполярного филиала компании ГМК «Норильский никель», в 2005—2006 годах — заместитель директора — руководитель многоотраслевой обеспечивающей дирекции заполярного филиала «Норникеля». В 2006 году стал генеральным директором дочерней компании холдинга — ООО «Норильский обеспечивающий комплекс».
В 2008 году по итогам конкурса назначен на должность главы администрации города Норильска. 30 июня 2009 года по личным обстоятельствам покинул должность по собственному желанию.
С 2009 года — генеральный директор горно-металлургического концерна «Казахалтын».
С декабря 2011 года — управляющий директор красноярского филиала компании «Полюс Золото».
20 июля 2013 года назначен заместителем, а с 18 ноября 2014 года первым заместителем министра энергетики Российской Федерации (министром с 2012 года являлся бывший руководитель Текслера в «Норильском никеле» Александр Новак). В ведомстве курировал департаменты государственной энергетической политики, бюджетного планирования и учёта, корпоративного управления, ценовой конъюнктуры и контрольно-ревизионной работы в отраслях топливно-энергетического комплекса, отвечал за подготовку сводного прогноза социально-экономического развития России в отраслях ТЭК, финансово-экономического анализа деятельности организаций ТЭК и прочее. Участвовал в составе межведомственных комиссий.
27 октября 2015 года распоряжением премьер-министра России Дмитрия Медведева Алексею Текслеру «за ненадлежащее исполнение» должностных обязанностей было объявлено замечание (17 июня 2016 года это дисциплинарное взыскание снято).
С марта 2015 года по декабрь 2016 года возглавлял совет директоров ПАО АНК «Башнефть». В ноябре 2017 года привлекался в качестве свидетеля по уголовному делу по обвинению министра экономического развития России Алексея Улюкаева, связанному с приобретением «Роснефтью» государственного пакета акции «Башнефти».
Во время работы в Министерстве экономики России курировал вопросы передачи Русской медной компании Коркинского угольного разреза Челябинского угольного бассейна, для его рекультивации путём заполнения отходами возводимого Томинского ГОК по добыче и обогащению медно-порфировой руды. В связи с массовыми протестами населения города против строительства данного ГОКа вопрос по его урегулированию находился под контролем Президента РФ В. В. Путина, как и вопросы загрязнения воздуха города, в частности, вследствие самовозгорания пластов каменного угля в разрезе.
С 2018 года — в совете директоров «Зарубежнефть».
Будучи первым заместителем министра энергетики России, курировал вопросы передачи «Челябинской угольной компанией» отработанного Коркинского угольного разреза Челябинского угольного бассейна «Русской медной компании» для использования в качестве хвостохранилища Томинского ГОК по добыче и обогащению медно-порфировой руды и последующей рекультивации, в принятии решений об угольном разрезе и строительстве ГОК принимало участие и Министерство энергетики России.

## Губернатор Челябинской области

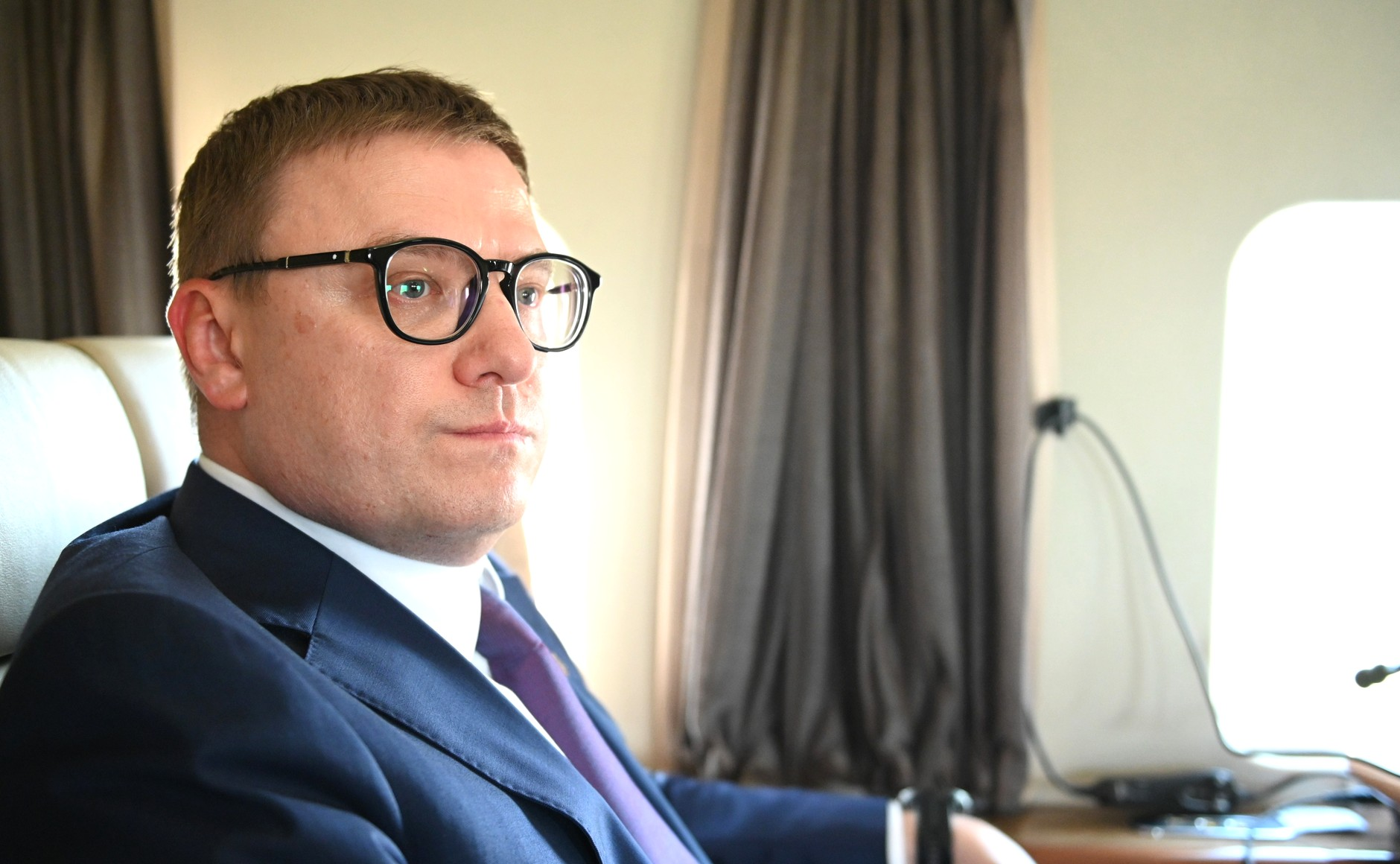
Губернатор Челябинской области Алексей Текслер во время облёта районов Челябинской области, пострадавших от пожаров, 2021 год

Первоначально рассматривался для замены губернатора Мурманской области Марины Ковтун, сменённой 21 марта 2019 года, но 19 марта 2019 года Указом Президента России назначен временно исполняющим обязанности губернатора Челябинской области. В апреле 2019 года занял должность президента челябинского хоккейного клуба «Трактор».
В апреле 2019 года заявил о намерении баллотироваться на пост челябинского губернатора на выборах, назначенных на 8 сентября 2019 года, после чего 5 июня 2019 года был зарегистрирован облизбиркомом в качестве кандидата-самовыдвиженца.
В единый день голосования, 8 сентября 2019 года, с результатом 69,31 % голосов при явке избирателей 45,14 % в первом туре выборов губернатора Челябинской области одержал победу. Срок полномочий окончился в сентябре 2024 года.
Возглавил список партии «Единая Россия» на выборах в Законодательное собрание Челябинской области в 2020 году. Вскоре после объявления о намерении возглавить список «Единой России» официально вступил в эту партию.
С 21 декабря 2020 — член президиума Государственного Совета Российской Федерации.
В единый день голосования, 8 сентября 2024 года, действующий губернатор Челябинской области Алексей Текслер победил на выборах главы региона с результатом 81,28 % голосов. 20 сентября официально вступил в должность губернатора Челябинской области.
Во время российского нападения на Украину Текслер поддержал его, выступая с пропагандистскими нарративами: «наша армия в ходе специальной военной операции борется уже с фашизмом XXI века».

## Награды
- Орден Дружбы — 23 мая 2019 года[43].
- Медаль ордена «За заслуги перед Отечеством» II степени (2016) — «за большой вклад в обеспечение энергоснабжения потребителей Крымского полуострова»[44].
- Приз имени Валентина Сыча (КХЛ) (сезон 2023/2024)[45].

## Классный чин
- Действительный государственный советник Российской Федерации 2 класса (2017).

## Семья
Женат, супруга — Ирина Николаевна Текслер (до замужества — Матяш), родилась в 1978 году в Норильске, вела спортивную рубрику на норильском телевидении («Канал-7»); после переезда с мужем в Москву открыла на Арбате фитнес-клуб «Тонус-клуб».
Сын по состоянию на 2020 год обучался в гимназии № 80 Челябинска.

## Собственность
За 2021 год задекларировал доход в размере 13,5 млн руб и недвижимое имущество площадью 1984 кв.м. Совместно с супругой владеет квартирой на Кипре площадью 114 кв.м.

## Критика
- В июле 2025 года в рамках расследования антикоррупционного дела в отношении группы компаний «Южуралзолото» из свидетельских показаний стало известно, что структуры бизнесмена и заместителя председателя Законодательного собрания Челябинской области Константина Струкова оплачивали счета, связанные с празднованием в 2024 и 2025 годах дня рождения Алексея Текслера в парке «Зарядье» в Москве (фуршеты, стоимостью от 400 тыс. до 800 тыс. рублей)[51].

## Санкции
26 июля 2022 года из-за нападения России на Украину включён в санкционный список Великобритании «против российских чиновников, поддерживающих марионеточные администрации Путина на Украине». 
С 15 декабря 2022 года — под санкциями США за реализацию указа Президента России об объявлении мобилизации. 
19 августа 2022 года включён в санкционный список Канады «близких соратников режима, которые являются соучастниками агрессии российского режима против Украины». 
19 октября 2022 года включён в санкционный список Украины как «глава государственного органа, осуществлявший поддержку/поощрение/публичное одобрение политики РФ, направленной на проведение военных действий и геноцид гражданского населения на Украине».
По аналогичным основаниям находится под санкциями Австралии и Новой Зеландии.